# Lapsang souchong

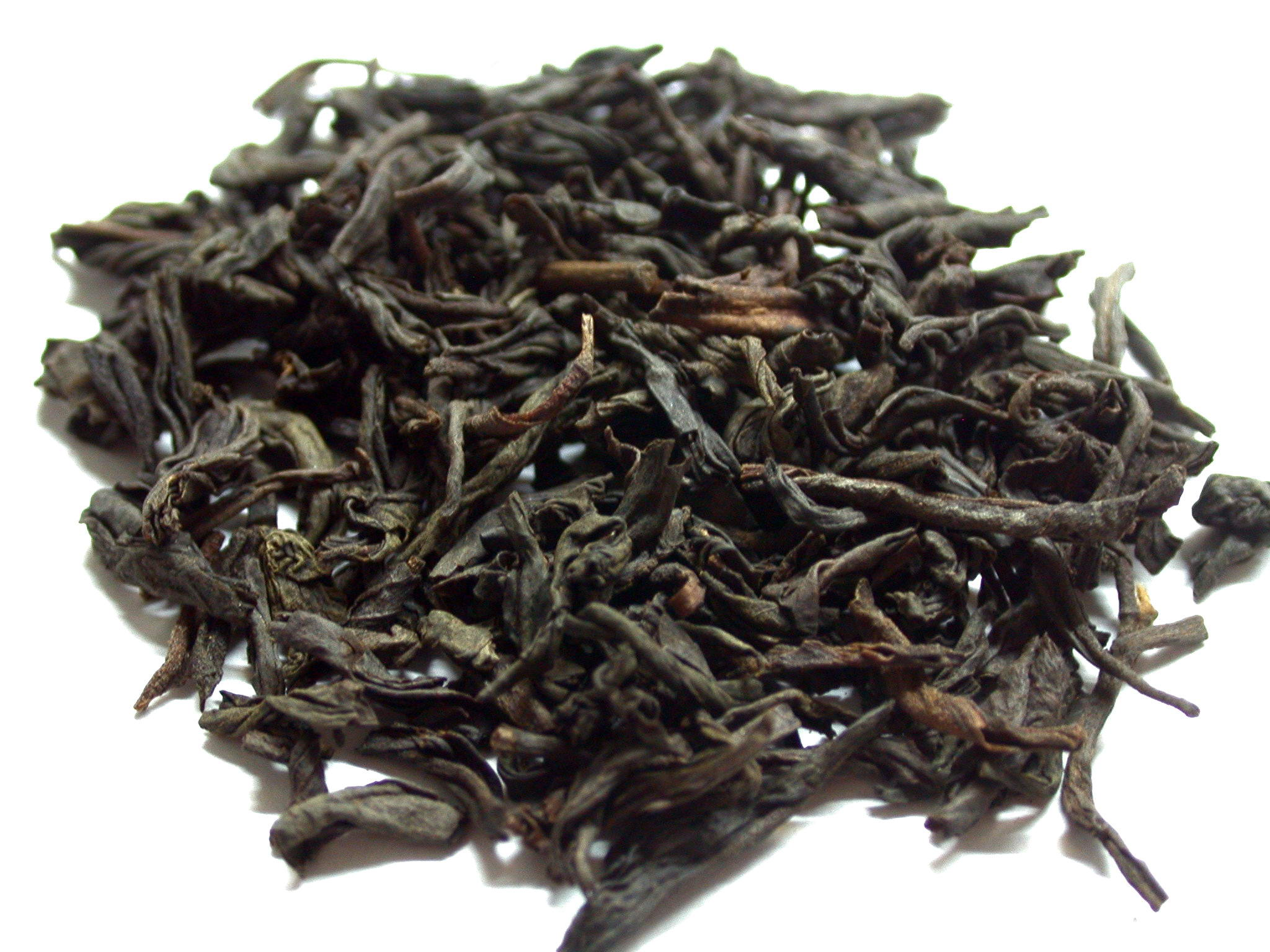
Lapsang souchong

Lapsang souchong (chiń. 正山小种; pinyin zhèngshān xiǎozhǒng) – rodzaj chińskiej czarnej herbaty.
Souchong oznacza tu nazwę gatunku herbaty, która jest utleniana dopóki nie osiągnie wyraziście czarnego koloru. Jest to nazwa rodzaju liścia (czwarty, licząc od zwiniętego pączka) na krzewie herbacianym, który wykorzystuje się w produkcji tej herbaty. Lapsang souchong jest natomiast wynikiem dodatkowego „wędzenia” liści herbacianych nad ogniskiem z korzeni sosny lub cedru.
Lapsang souchong jest uważany za „męską herbatę”. Wynika to z jego bardzo silnego i bardzo wyrazistego żywicznego smaku i aromatu – bywa czasami porównywany do smaku szkockiej whisky lub cygar.